# Триумфальная арка (Глухов)
Триумфальная арка - памятник архитектуры и градостроительства XVIII века в городе Глухов Сумской области Украины.

## История

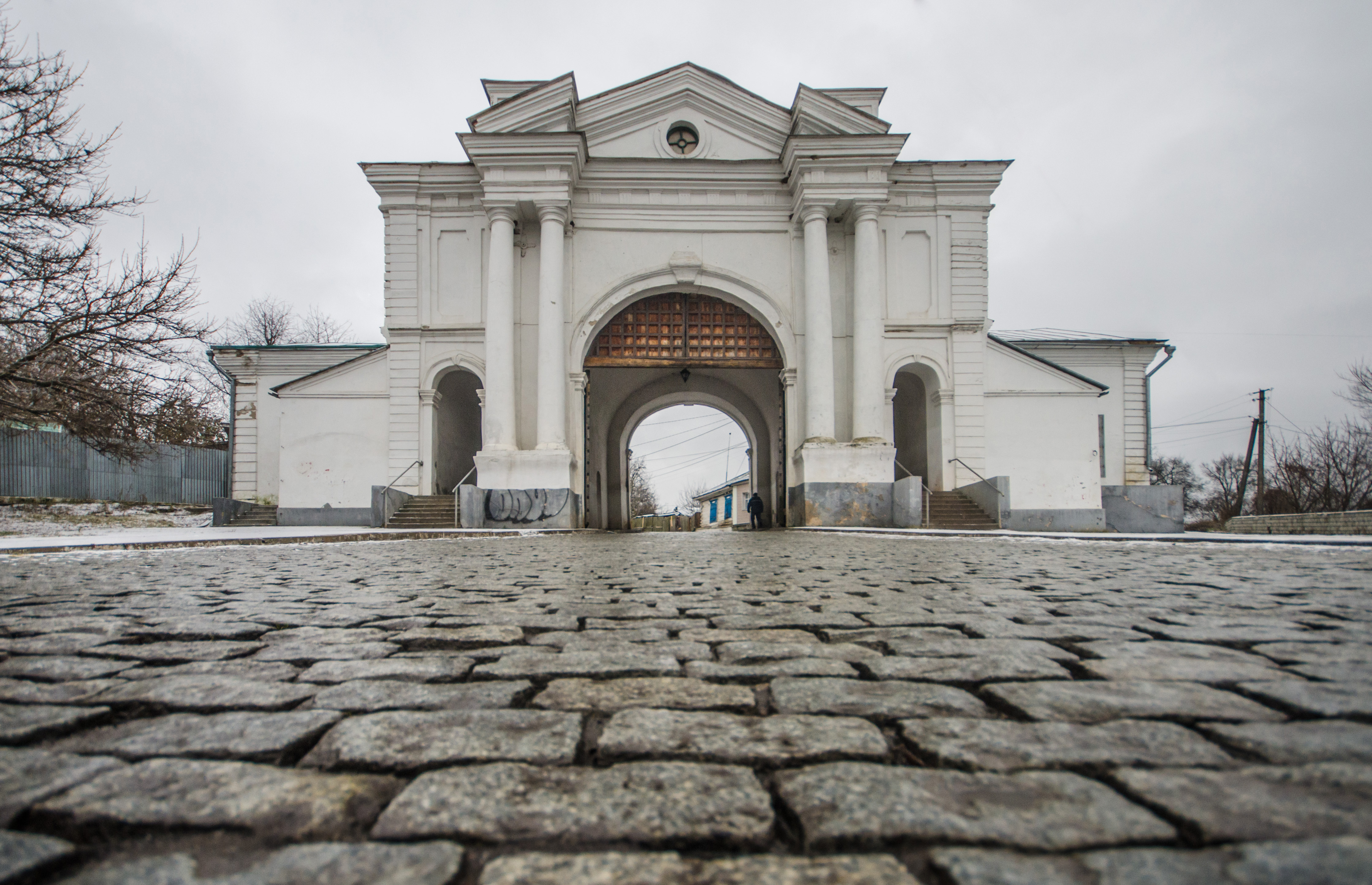
Триумфальная арка

Триумфальная арка была построена в 1766 - 1769 годы под руководством архитектора А. В. Квасова на месте деревянных ворот Глуховской крепости.
После того, как в 1804 году земляные валы Глуховской крепости были срыты, арка была перестроена (по проекту черниговского губернского архитектора А. Карташевского слева и справа от ворот были сооружены сквозные арки-проходы для пешеходов).
До конца XIX века триумфальная арка (также известная под неофициальным названием Московские ворота) находилась на окраине города. однако в дальнейшем, в связи с расширением городской территории, оказалась в центральной части города.
В ходе Великой Отечественной войны триумфальная арка пострадала в результате воздушной бомбардировки города, но в 1957 - 1959 гг. была восстановлена.
После провозглашения независимости Украины в октябре 2012 года арка была внесена в государственный реестр памятников архитектуры Украины под наименованием Киевские ворота Глуховских городских укреплений (укр. Київська брама Глухівських міських укріплень), регистрационный номер 180030-Н.

## Описание
Сооружение соединяет в себе стиль классицизма с элементами барокко, построено из кирпича и оштукатурено.